# 伯奇特里鎮區 (密蘇里州香農縣)
伯奇特里鎮區（英語：Birch Tree Township）是位於美國密蘇里州香農縣的一個行政鎮區。

## 地方資料
伯奇特里鎮區的面積為127.08平方千米，當中陸地面積為127.07平方千米，而水域面積為0.01平方千米。根據2020年美國人口普查的數據，當地共有人口1045人，而人口密度為每平方千米8.22人。